# Liste der Gerichtsbezirke in Kärnten
Diese Liste der Gerichtsbezirke in Kärnten listet alle bestehenden Gerichtsbezirke sowie die ehemaligen Gerichtsbezirke im Bundesland Kärnten auf.

## Geschichte

Gerichtsbezirke in Kärnten seit 1979

Die heute bestehenden Gerichtsbezirke gehen auf das Jahr 1850 zurück, die im Zuge der Abschaffung der landesfürstlichen und patrimonialen Gerichtsbarkeit neu geschaffen wurden. Insgesamt entstanden 27 Gerichtsbezirke, die bis 1918 in nahezu unveränderter Form bestanden.
1918/19 musste Kärnten den Gerichtsbezirk Tarvis an Italien abtreten, per 1. Juni 1923 erfolgte zudem die Auflösung der Gerichtsbezirke Arnoldstein und Paternion.
Nachdem 1972 auch der Gerichtsbezirk Greifenburg aufgelöst worden war, mussten zwischen 1977 und 1979 von den verbliebenen 24 Bezirksgerichten 13 ihren Dienst einstellen. Seitdem blieb die Gerichtsstruktur in Kärnten unverändert.

## Bestehende Gerichtsbezirke
Alle Bezirksgerichte in Kärnten unterstehen dem Landesgericht Klagenfurt.
Die Tabelle enthält im Einzelnen folgende Informationen:
| GRKZ:               | Gerichtsbezirkskennziffer (lt. Statistik Austria)                                                   |
| Gerichtsbezirk:     | Name des Gerichtsbezirkes                                                                           |
| Politischer Bezirk: | Politischer Bezirk, in dem der Gerichtsbezirk liegt                                                 |
| Bevölkerung:        | Zahl der gemeldeten Bewohner mit Hauptwohnsitz im jeweiligen Gerichtsbezirk (Stand: 1. Jänner 2024) |
| Fläche:             | Fläche der Gerichtsbezirke in km² (Stand: 2016)                                                     |

| GRKZ | Gerichtsbezirk         | Politische(r) Bezirk(e)                    | Bevölkerung | Fläche       |
| ---- | ---------------------- | ------------------------------------------ | ----------- | ------------ |
| 2081 | Bleiburg               | Völkermarkt                                | 8.847       | 198,565383   |
| 2082 | Eisenkappel            | Völkermarkt                                | 5.967       | 290,89324    |
| 2101 | Feldkirchen            | Feldkirchen                                | 30.078      | 558,49       |
| 2041 | Ferlach                | Klagenfurt-Land                            | 11.669      | 308,237722   |
| 2031 | Hermagor               | Hermagor                                   | 18.044      | 808,13       |
| 2011 | Klagenfurt             | Klagenfurt am Wörthersee / Klagenfurt-Land | 154.905     | 577,52069    |
| 2051 | Sankt Veit an der Glan | Sankt Veit an der Glan                     | 54.140      | 1.493,58     |
| 2061 | Spittal an der Drau    | Spittal an der Drau                        | 75.651      | 2.764,99     |
| 2021 | Villach                | Villach / Villach-Land                     | 131.154     | 1.144,277138 |
| 2083 | Völkermarkt            | Völkermarkt                                | 27.196      | 418,155442   |
| 2091 | Wolfsberg              | Wolfsberg                                  | 52.093      | 973,65       |

## Ehemalige Gerichtsbezirke
Die Tabelle enthält im Einzelnen folgende Informationen:
| Gerichtsbezirk:          | Name des Gerichtsbezirkes                                                        |
| Politische(r) Bezirk(e): | Politische(r) Bezirk(e), in dem der Gerichtsbezirk zuständig war                 |
| Auflösung:               | Datum, mit dem die Auflösung des Gerichtsbezirkes rechtswirksam wurde            |
| Zugewiesen zu:           | Gerichtsbezirk, dem das Gebiet des aufgelösten Gerichtsbezirkes zugewiesen wurde |

| Gerichtsbezirk                | Politischer Bezirk     | Auflösung     | Zugewiesen zu          |
| ----------------------------- | ---------------------- | ------------- | ---------------------- |
| Althofen                      | Sankt Veit an der Glan | 1. Juli 1978  | Sankt Veit an der Glan |
| Arnoldstein                   | Villach-Land           | 1. Juli 1923  | Villach                |
| Bad St. Leonhard im Lavanttal | Wolfsberg              | 1. Juli 1978  | Wolfsberg              |
| Eberndorf                     | Völkermarkt            | 1. Juli 1977  | Völkermarkt            |
| Eberstein                     | Sankt Veit an der Glan | 1. Juli 1978  | Sankt Veit an der Glan |
| Friesach                      | Sankt Veit an der Glan | 1. Juli 1978  | Sankt Veit an der Glan |
| Gmünd in Kärnten              | Spittal an der Drau    | 1. Juli 1978  | Spittal an der Drau    |
| Greifenburg                   | Spittal an der Drau    | 1. April 1972 | Spittal an der Drau    |
| Gurk                          | Sankt Veit an der Glan | 1. Juli 1978  | Sankt Veit an der Glan |
| Kötschach                     | Hermagor               | 1. Juli 1977  | Hermagor               |
| Millstatt                     | Spittal an der Drau    | 1. Juli 1978  | Spittal an der Drau    |
| Obervellach                   | Spittal an der Drau    | 1. Juli 1979  | Spittal an der Drau    |
| Paternion                     | Villach-Land           | 1. Juli 1977  | Villach                |
| Rosegg                        | Villach-Land           | 1. Juli 1923  | Villach                |
| Sankt Paul im Lavanttal       | Wolfsberg              | 1. Juli 1977  | Wolfsberg              |
| Tarvis                        | Villach-Land           |               | Italien                |
| Winklern                      | Spittal an der Drau    | 1. Juli 1979  | Spittal an der Drau    |